# خوست، اوکراین
خوست (به لاتین: Khust) یک منطقهٔ مسکونی در اوکراین است که در استان زاکارپیتا قرار دارد. خوست ۲۸,۲۰۶ نفر (۲۰۲۱ تخمینی) جمعیت دارد و ۱۶۴ متر بالاتر از سطح دریا است.

## نگارخانه

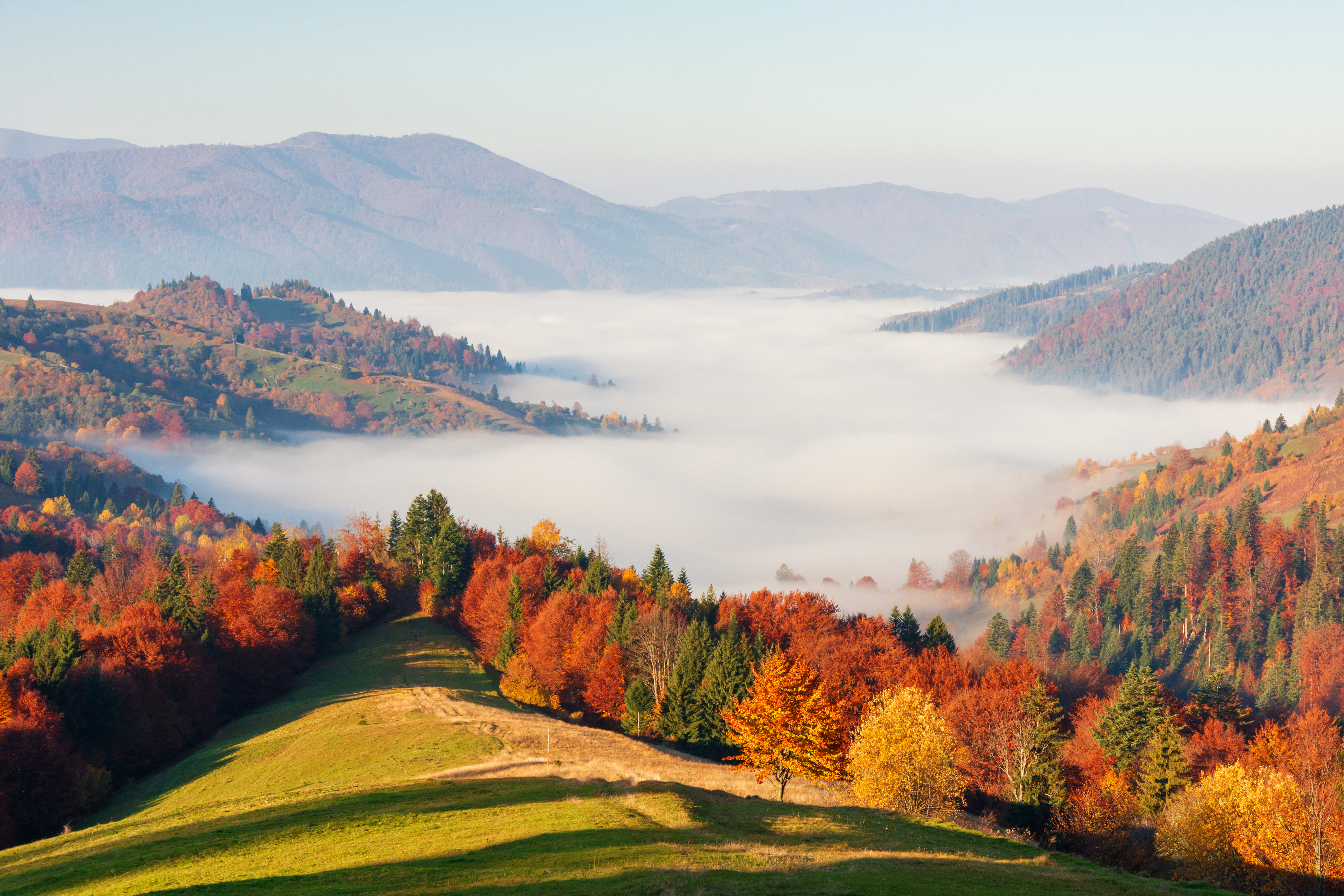
نگاره‌ای از پارک ملی سینه‌ویر در کنارهٔ شهر خوست